# Lissodendoryx vicina
Lissodendoryx vicina är en svampdjursart som beskrevs av William Lundbeck 1905. Lissodendoryx vicina ingår i släktet Lissodendoryx och familjen Coelosphaeridae.
Artens utbredningsområde är Island. Inga underarter finns listade i Catalogue of Life.